# Macaracas
Macaracas è un comune (corregimiento) della Repubblica di Panama situato nel distretto di Macaracas, provincia di Los Santos, di cui è capoluogo. Si estende su una superficie di 35,8 km² e conta una popolazione di 2.890 abitanti (censimento 2010).